# San Vito (Altivole)
San Vito (San Vì in veneto) è una frazione del comune di Altivole, in provincia di Treviso.

## Geografia fisica
San Vito si colloca nella pianura a sud di Asolo, a ovest del capoluogo Altivole, a nord di Riese Pio X e a est di Spineda. Il territorio della frazione è prevalentemente agricolo, occupato da vaste campagne, col centro abitato raggruppato all'incrocio tra le più importanti vie: via Asolana e via Castellana collegano in direzione nord-sud Asolo e Riese, via Rosina e via Brioni in direzione ovest-est congiungono Spineda e Altivole.

## Storia
San Vito fu abitata già in epoca romana. In passato fu spesso chiamata San Vito d'Asolo anziché San Vito di Altivole, ma il nome non deve trarre in errore: in quel periodo si dava tanta importanza ad Asolo e fu associato ad Asolo qualsiasi borgo fosse nei dintorni: Paderno d'Asolo, San Vito d'Asolo.

## Monumenti e luoghi d'interesse

### Chiesa parrocchiale
La chiesa parrocchiale di San Vito è un esempio di architettura neoclassica, dall'imponente facciata tripartita da lunghe semicolonne corinzie, sopra le quali poggia un grande timpano dentellato, sui cui vertici campeggiano tre statue di santi.

### Tomba Brion
Nel secondo Novecento si lega a San Vito uno dei maggiori architetti italiani, Carlo Scarpa: annessa al cimitero del paese, egli realizza una delle sue maggiori opere: le sepolture della famiglia locale dei Brion. Monumento di grande rilievo artistico, suggestiona il visitatore attraverso l'alchimia dell'acqua, del manto erboso e delle murature delle tombe.

Lo stesso architetto è qui sepolto.

### Villa Giauna Bernardo
Un importante complesso di villa veneta occupa il territorio a ovest della chiesa parrocchiale, al di là della via Asolana: si tratta di Villa Giauna Bernardo, le cui parti più antiche risalgono al XVII secolo, poi ampliate e rimaneggiate nei secoli successivi.